# Distrito de Zlatibor
El Distrito de Zlatibor (en serbio: Zlatiborski okrug, Златиборски округ) es uno de los 18 ókrug o distritos en que está dividida Serbia Central, la región histórica de Serbia. Tiene una extensión de 6.140 km², y según el censo de 2002, una población de 313.396 habitantes. Su capital administrativa es la ciudad de Užice.

## Municipios
Los municipios que componen el distrito son los siguientes:
- Bajina Bašta
- Kosjerić
- Užice
- Požega
- Čajetina
- Arilje
- Nova Varoš
- Prijepolje
- Sjenica
- Priboj

## Educación
Hay una facultad ubicada en el distrito de Zlatibor que se encuentra dentro de la Universidad de Kragujevac:
- Facultad de Educación, en Užice.